# Pico más alto del mundo

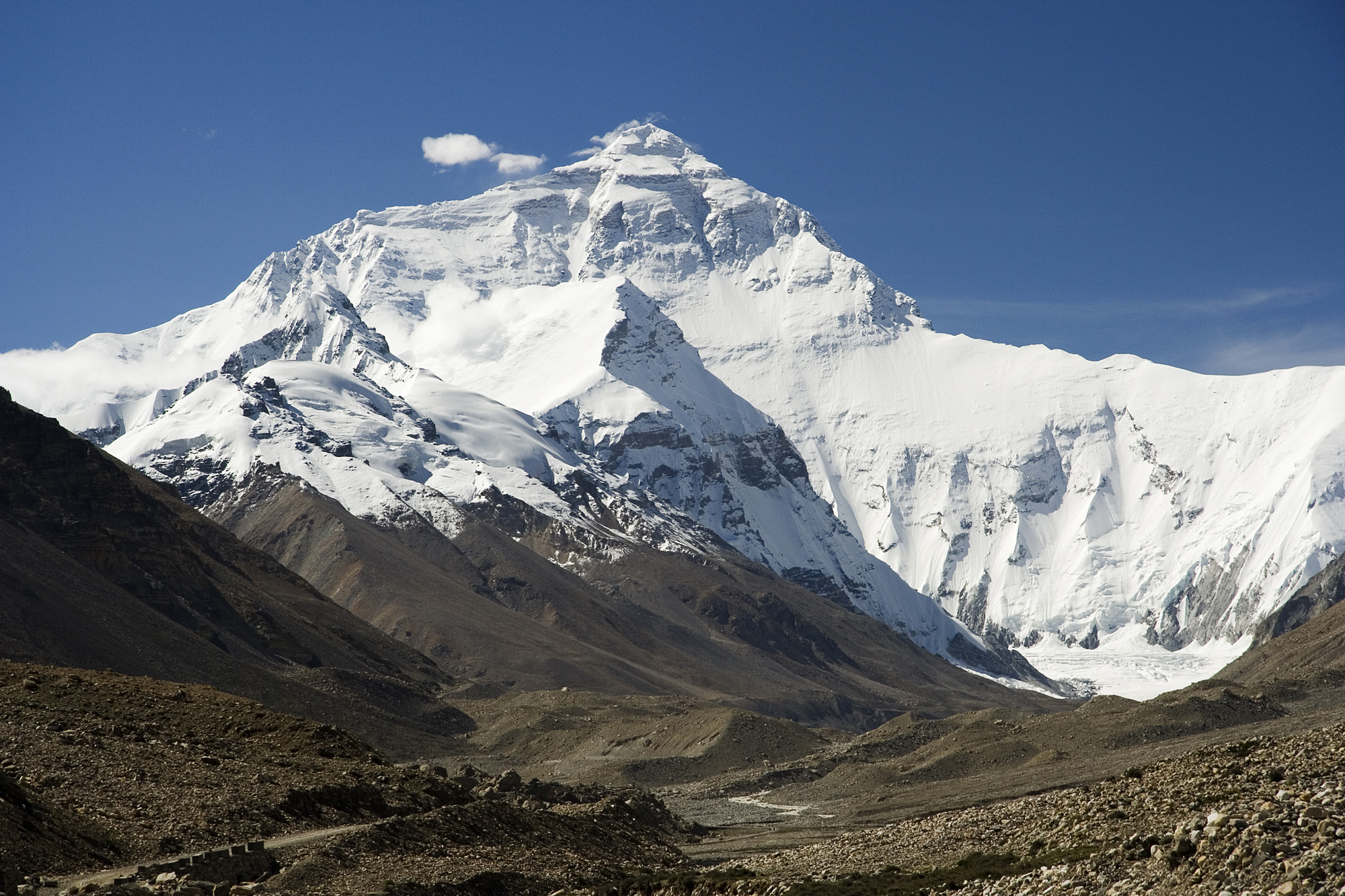
La cara norte del monte Everest

El pico más alto del mundo en relación con el nivel del mar ha sido reconocido desde 1856 como el Monte Everest en el Himalaya, con 8849 m de altitud. Sin embargo, a lo largo de la historia ese honor no siempre le correspondió. Hasta la invención del teodolito, en 1571, no había forma de determinar la altitud de una montaña. Para los antiguos, como Plinio el Viejo, la montaña más alta, que conocía por Dicearco, una supuesta autoridad, era el Pelión (de 1624 m), que tenía 1250 pasos de elevación perpendicular, aunque él sabía que algunas cimas de los Alpes no era inferiores a 50 000 pasos. Y según Géminos, el mismo Dicearco le daba 15 estadios al monte Cileno (2374 m) en la isla de Rodas.
Tras descubrirse el archipiélago de las islas Canarias, durante algún tiempo se atribuyó esa condición al pico de Tenerife, al que Alvise Cadamosto atribuyó en una obra publicada en 1460, unas 15 leguas portuguesas (90 km), luego Giovanni Battista Riccioli le daba una altura de 10 millas italianas (unos 15 km) y en 1617, Snell —que acababa de medir el radio de la Tierra por medio de la determinación de la longitud de un arco de meridiano calculado mediante triangulación—, 27 000 pies En 1650, el geógrafo alemán Varenius, le asignó, según las observaciones de la distancia a que era avistado por los marineros, una altura de 8 millas italianas (o 12 km), que consideraba poco creíbles, y que redujo a 4 o 5 millas para tener en cuenta la refracción. En su Grand Dictionnaire géographique historique et critique, Bruzen de La Martinière le daba una altura de 47 812 pies: «Es considerada como la montaña más alta del mundo». Hasta 1776 no llegó una medición confiable, hecha por Borda, ya con auxilio geodésico y barométrico, y obtuvo 1905 toesas (3715 m).
En la primera mitad del siglo XVIII, durante la Misión geodésica francesa al Ecuador (1735-1743), ya se conoció que la cordillera de los Andes era mucho más alta y que el Chimborazo, con una altitud estimada de 3220 toesas (o aproximadamente 6280 m), sería su cima culminante.
Pero a finales de ese siglo ya llegaban a Occidente noticias de los entonces poco conocidos Himalayas. En 1784, William Jones observaba desde las orillas del Ganges, en Bhagalpur, una montaña que él llama Chumalury (probablemente el Chomolhari, 7314 m); y en 1790 Henry Thomas Colebrooke dedujo que tenía una altitud de 26 000 pies (7930 m). En 1808, el teniente William Spencer Webb, descubrió el Dhaulagiri, obteniendo una altitud de 26 862 pies (o 8190 m cerca de los 8167 m actuales). En 1819, Herbert, pudo calcular la altura de los picos de Gahrwahl, incluido el A2 a 25 749 pies, o 7848 m) que describió como «A2 es, por lo que sabemos, la montaña más alta del mundo» (el A2 es el actual Nanda Devi).
Entretanto, ya se conocía que había montañas más altas en Sudamérica: en 1827, el geógrafo irlandés Joseph Barclay Pentland midió picos mucho más altos que el Chimborazo: el Nevado de Sorata (ahora Illampu, 6421 m) que estimó en 25 250 pies (3949 toesas o 7796 m) y el Nevado Illimani (ahora con 6462 m) en 23 999 pies (3753 toesas o 7315 m); y en 1835, Robert FitzRoy, quien dirigía el segundo viaje del HMS Beagle (con Charles Darwin a bordo), midió la altura del Aconcagua que estableció en 23 000 pies sobre el nivel del mar.
Pero las mediciones seguían en el Himalaya, relanzadas con la Great Trigonometric Survey comenzada en 1802 y que duraría casi un siglo. En 1848, el coronel Waugh estableció una nueva base geodésica y midió con precisión la altura del Kangchenjunga, que se revaluó hasta los 28 178 pies (8588 m) un poco más que las medidas del Dhaulagiri en ese momento (28 077 pies o 8556 m). Finalmente, en 1856, Waugh envió una comunicación a la Royal Geographic Society, anunciando los resultados de las mediciones de lo que él creía que era probablemente el pico más alto del mundo, con 29 002 pies. Designado hasta entonces como pico XV, por no haber podido obtener un nombre local, y estando Nepal cerrado a los extranjeros, lo bautizó como monte Everest en reconocimiento a su predecesor, George Everest.
Hubo después rumores sobre picos que supuestamente lo superarían —un falso monte Hércules en 1875, una falsa altitud de los Minya Konka y Amnye Machen en 1923— y hasta un anuncio en marzo de 1987 en el New York Times. de que el K2 sería más alto, pero con el auxilio de las mediciones por GPS hoy está bien establecido que el monte Everest es el «pico más alto del mundo».

## Medición de la altitud de las montañas

El método de Al-Biruni (973-1048) para calcular el radio terrestre, y base de las primeras mediciones de las montañas. Biruni determinó el radio terrestre en 6339.9 km, tan solo 16.8 km menos que el valor moderno de 6356.7 km, pero ese valor no fue conocido en Occidente hasta el.

Hasta mediados del siglo XVII, la noción de altitud de una montaña seguía siendo muy vaga, y la medición y comparación de estas altitudes era muy imprecisa. La evaluación de la altura de las montañas se realizaba por la distancia máxima desde la que podían ser vistas, especialmente para las cumbres cercanas a las costas de los mares que servían como puntos de referencia para los marineros. Sin embargo, ese método planteaba dos problemas: por un lado, era necesario conocer con precisión el radio terrestre, lo que no fue el caso en Occidente hasta principios del siglo XVII (el radio descubierto por Biruni no era conocido), y además era necesario tener en cuenta el fenómeno de la refracción atmosférica, que en largas distancias curva los rayos de luz, justo por encima del horizonte. Esa evaluación se hacía aún más imprecisa por la presencia de nieve en las alturas, especialmente en los trópicos, o por el tiempo necesario para alcanzar la cima. Las grandes cadenas montañosas como los Alpes eran todavía poco conocidas y exploradas, y la idea de comparar la altitud de las montañas con el nivel del mar no había aparecido. Por lo tanto, los picos conocidos por su altura eran montañas bastante aisladas, a menudo cercanas al mar o localizadas al fondo de grandes llanuras, desde las que podían ser vistas de lejos.
El teodolito fue inventado en 1571 por el inglés Thomas Digges con el propósito de realizar levantamientos. Fue perfeccionado por el padre Picard (1620-1682), quien desarrolló el método de triangulación para la medición en 1667-1668 del meridiano de París y también para las nivelaciones, especialmente para la construcción de canales. Fue autor de dos tratados importantes: La mesure de la Terre (1671) [La medición de la Tierra] y el Traité du nivellement [Tratado de nivelación, 1684)] (publicado por Philippe de La Hire). El teodolito y el método de triangulación siguieron siendo las bases de la medición de las altitudes hasta el último cuarto del siglo XX.
El sextante moderno que permite a los navegantes medir con precisión la altura angular del sol o una cumbre se inventó solo en 1730.
El barómetro había sido inventado en 1643 por Torricelli, y ya en 1648  Pascal mostró que la altura del mercurio variaba con la altitud. En 1663, en su Traitez de l'équilibre des liqueurs et de la pesanteur de la masse de l'air [Tratamiento del equilibrio de los licores y de la pesadez de la masa del aire], adelantó la idea de que la presión sería la misma en todas partes al nivel del mar: «Y es por eso que daremos primero la altura a la que el agua sube en los lugares que están al nivel del mar, porque todo el mar está precisamente al mismo nivel, es decir, igualmente distante del centro de la tierra en todos sus puntos: porque los líquidos no pueden reposar de otra manera, ya que los puntos que estuvieran más altos se reducirían». Alrededor de 1700, al medir el meridiano, Giovanni Domenico Cassini y Giacomo Filippo Maraldi midieron la altura del barómetro en los picos del Macizo Central y en los Pirineos, y propusieron usarlo para medir la altura de las montañas en relación con el nivel del mar, incluso aunque la montaña estuviera «muy alejada». Pero la dificultad de encontrar la ley que hacía variar la presión atmosférica según la altitud, así como las variaciones que dependían de la meteorología, hacían que su uso fuese poco confiable: la determinación de esa ley era además uno de los principales objetivos de las medidas de altitud y de las mismas ascensiones en el siglo XVIII.

## Antigüedad y Edad Media
- Plinio el Viejo Histoire naturelle (y Solin)
- Dicuil De mensura orbis terrae (825)

Según Plinio el Viejo (25-79 d. C.) en su Naturalis historia (2, LXV): «Dicearco, hombre muy erudito, que midió las montañas por orden de los reyes. Ha escrito que el Pelión, el más alto, tenía 1250 pasos de elevación perpendicular, y que no era nada en comparación con el globo terrestre. Para mí, esta conclusión me parece incierta: porque sé que algunas cimas de los Alpes se elevan por un largo desarrollo que no es inferior a 50 000 pasos». Y según Gémino, el mismo Dicearco le daba 15 estadios al monte Cileno (2374 m) en la isla de Rodas.

## Pico de Tenerife

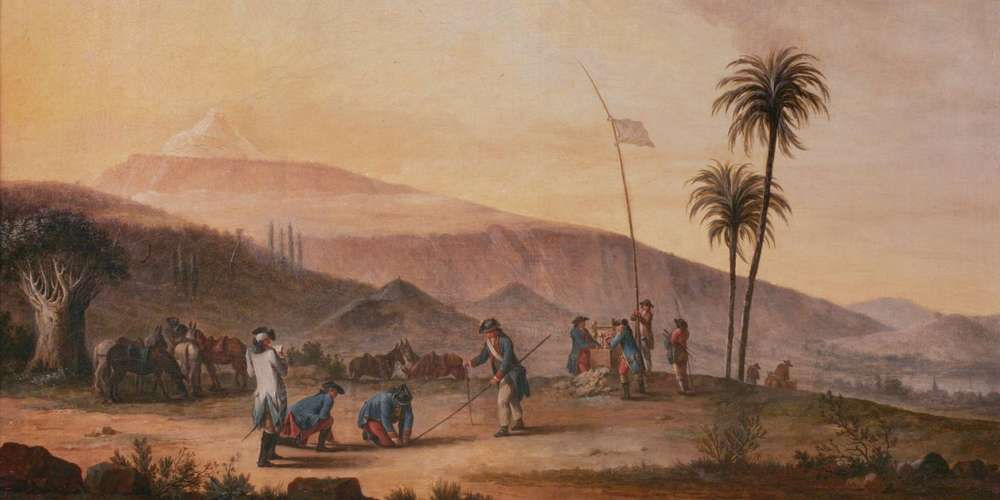
Le chevalier Jean-Charles de Borda au Pic de Teneriffe, Pierre Ozanne, 1776

Se suponía que el pico más alto del «Viejo Mundo» era el pico del Teide en la isla de Tenerife, en el archipiélago canario, que fue una de las razones del meridiano de Tenerife utilizado por los holandeses. Su altitud fue muy mal evaluada, a menudo con más de 10 000 m y a veces hasta 100 km (actualmente se sabe que tiene 3718 m, y que en realidad era más bajo que muchos de los picos de los Alpes).
El navegante veneciano Alvise Cadamosto visitó las Canarias en 1455 y en su obra publicada en 1460 contó: «Tenerife merece una mención especial, siendo la más poblada y una de las islas más elevadas del mundo, de suerte que en un día despejado se puede percibir desde muy lejos en el mar. Marineros dignos de fe me aseguraron que lo percibieron a una distancia de 60 a 70 leguas españolas. [..] Esto también es confirmado por los cristianos tomados prisioneros en esta isla y que aseguran que esta montaña mide 15 leguas portuguesas desde la base hasta la cumbre» (es decir, un avistamento desde aproximadamente 360 a 420 km (realmente no es más de 160 km), y una altitud de 90 km).
En el diario de su primer viaje, Cristóbal Colón relató una erupción del volcán en la noche del 24 al 25 de agosto de 1492: «Al pasar cerca de Tenerife para desembarcar en La Gomera, vimos un gran incendio saliendo de la Sierra de la isla de Tenerife. que es extremadamente alto». Durante varios siglos, las Canarias fueron una etapa obligada para todos los viajes al Nuevo Mundo.
El explorador francés André Thevet pasó por las Canarias en 1555: «En una de estas islas, llamada Tenerife, hay una montaña de tan admirable altura que las montañas de Armenia, de Persia, Tartaria, ni el monte Líbano en Siria, el monte Ida, Athos, ni Olympus, tan celebrados por las historias, no deben compararse con ella: un contenedor de circuito de al menos siete leguas, y de pie a pie dieciocho leguas. [...] Esta montaña es de tal altura que si el aire es sereno, se puede ver sobre el agua de cincuenta leguas y más».
En el siglo XVII, el astrónomo italiano Giovanni Battista Riccioli (1598-1671), le daba una altura de 10 millas italianas (unos 15 km). En 1617, el neerlandés Snell van Royen (1580-1626),—que acababa, con un nuevo método, de medir el radio de la Tierra por medio de la determinación de la longitud de un arco de meridiano calculado mediante triangulación— obtuvo, teniendo en cuenta un 1° debido a la refracción, 27 000 pies (y 25 416 pies para el Etna).
En 1650, el geógrafo alemán Bernard Varenius (1622-1650), según las narraciones de los marineros que afirmaban que era visible a una distancia de 4° de latitud, le asigna una altura de 8 millas italianas (o 12 km), lo que considera poco creíble, y que redujo a 4 o 5 millas para tener en cuenta la refracción. En su Grand Dictionnaire géographique historique et critique [Gran Diccionario Geográfico Histórico y Crítico], el historiador y compilador Antoine-Augustin Bruzen de La Martinière (1662-1746) da una altura de 47 812 pies: «Es considerada como la montaña más alta del mundo».
Las primeras verdaderas mediciones fueron realizadas en 1724 por el padre Feuillée (1660-1732), quien se dirigió a las islas Canarias para determinar la posición del meridiano de Hierro. También midió la altura del pic de Ténérife: 2213 toesas (4313 m), mediante mediciones de ángulo y 2264 toesas con un barómetro (utilizando el método erróneo de Cassini). Hasta 1776, varios intentos de medición dieron entre 2658 y 1742 toesas (entre 5180 y 3395 m), esta última medida realizada en 1771 por Borda, Verdun de la Crenne y Pingré, estando contaminada con un error de copia. En 1776, Borda realizó nuevas mediciones geodésicas y barométricas y obtuvo la primera medición confiable, con 1905 toesas (3715 m).

## Los Alpes
Alrededor de 1685, el matemático ginebrino Nicolas Fatio de Duillier intentó medir la altura de la «Montagne Maudite», como se llamana entonces al Mont Blanc. Conociendo la distancia a la que estaba con bastante buena precisión, midió la elevación angular desde las orillas del lago de Ginebra con un cuadrante, y encontró que estaba unas  2000 toesas por encima del lago. Para la altitud de este último en relación con el nivel del mar, aplicó al río Ródano la misma pendiente media que Jean Picard había logrado medir para el Loira. Los errores importantes de sus dos estimaciones se compensaron en parte, y obtuvo una altitud total de 2426 toesas, o 4728 m, y concluyó que «me hace creer que de todas las montañas que hasta ahora se han medido con alguna precisión, no hay punto más alto que la Montaña Maldita».
Resultados similares se obtuvieron durante una visita a Chamonix en 1742 por el ingeniero ginebrino Pierre Martel (1702-1761) y, alrededor de 1744, por el astrónomo de Lausanne Loys de Chéseaux (1718-1751), quien encontró que tenía 2246 toesas sobre el lago Léman (4752 m sobre el nivel del mar) para el «Monte Maudit en Saboya, uno de los más altos del mundo». En 1775, el inglés Schuckburg hizo la primera medición geodésica precisa y encontró que su altitud era de 4804 m.

## Cordillera de los Andes

### Chimborazo

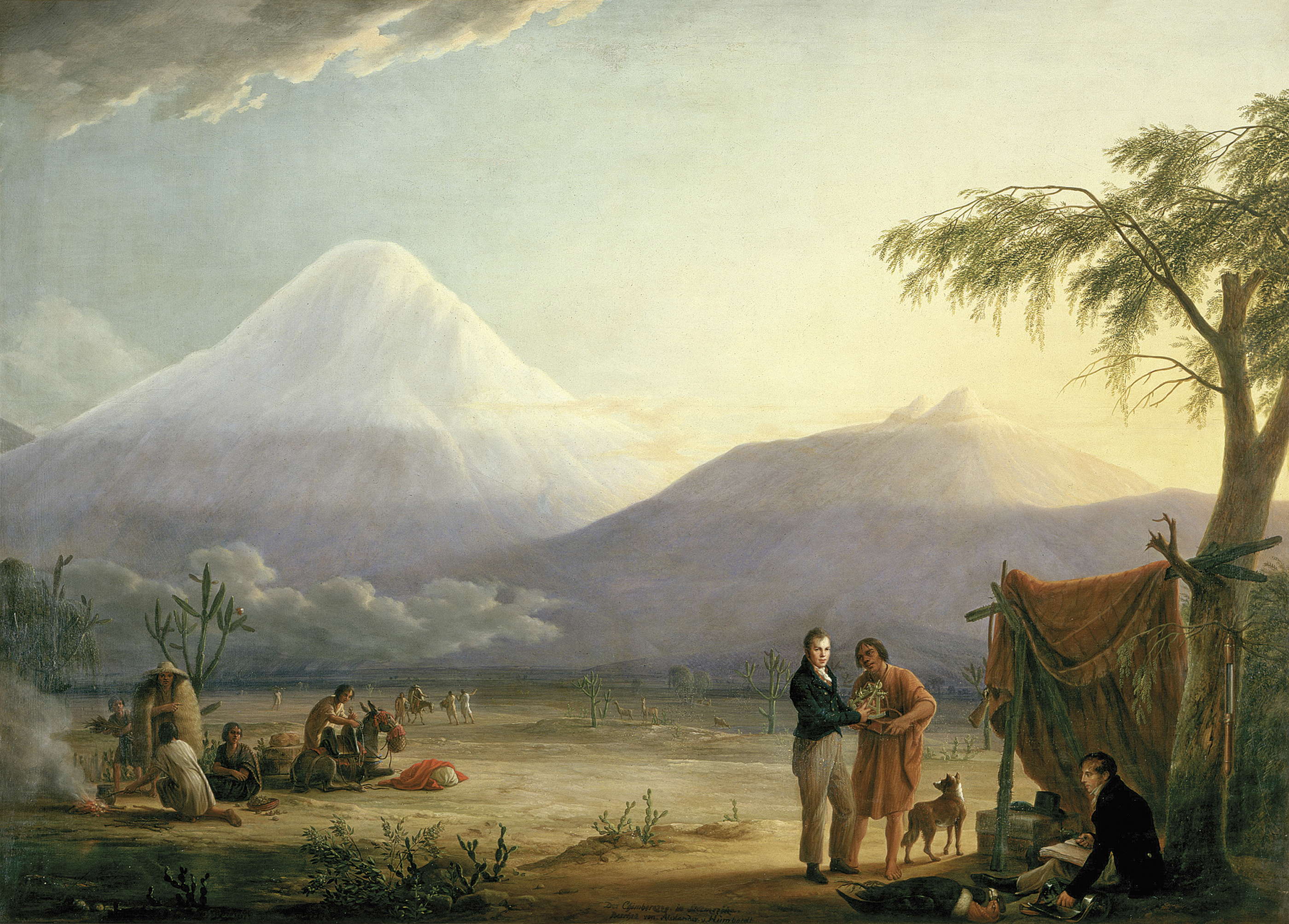
Humboldt y Bonpland al pie del volcán del Chimborazo, en un cuadro de Friedrich Georg Weitsch (1810)

El primer europeo que vio la cumbre nevada de Chimborazo  fue el conquistador Bartolomé Ruiz, explorador enviado por Francisco Pizarro en Ecuador en 1526. Y entre 1541 y 1556, el italiano Girolamo Benzoni, también pasó al lado del Chimborazo, yendo de Guayaquil a Quito. En su relato publicado en 1565, hizo la primera descripción de la montaña: «Al salir una vez de Guaiaquil para ir a Quito, pasé por la gran montaña Chimbo que tiene más de cuarenta mil, es decir diez leguas de altura, y si está completamente deshabitada».
En la primera mitad del siglo XVIII ya parecía que la cordillera de los Andes era mucho más alta que los Alpes y se pensaba que el Chimborazo (Chimboraço en ese momento) era su techo, convirtiéndose en el pico más alto, con una altitud estimada de 3220 toesas (o aproximadamente 6280 m), según la medición hecha por Pierre Bouguer y Charles Marie de La Condamine durante la Misión geodésica francesa al Ecuador (1735-1743). (Actualmente, se sabe que tiene 6310 m). Bouguer pensaba que sería «quizás el más alto del mundo». El español Jorge Juan y Santacilia que también participaba en la expedición en nombre de Felipe V de España obtuvo 3380 toesas, o 6588 m. El objetivo principal de esa medición era estimar el volumen de la montaña para verificar la validez de la teoría de la atracción universal de Newton, observando cual era la desviación vertical de la plomada cerca de la masa de la montaña (experimento que fue un fracaso).
La reputación de ser el pico más elevado llevó a muchos intentos por conquistar su cima, especialmente durante los siglos XVII y XVIII. En junio de 1802, el barón Alexander von Humboldt, acompañado de Aimé Bonpland y del ecuatoriano Carlos Montúfar, trataron de subir hasta la cumbre, pero desistieron a los 5875 m s. n. m. a causa del soroche (malestar que se siente en las alturas por enrarecimiento del aire, también llamado apunamiento). En ese punto, el barón se encontraba a la mayor altitud alcanzada por europeo alguno en la historia escrita. Esta ascensión tuvo una repercusión considerable y aseguró la fama de Humboldt, quien escribío en 1808: «Los enviados ingleses fueron llevados en litera a través de la India septentrional hasta el Tíbet. Venían de Calcuta, donde los barómetros son muy comunes, y aún no sabemos nada de la elevación de ese país. Creo que en Europa solo tenemos ideas muy exageradas, y que el Tíbet es mucho más bajo que la meseta de Quito.»
El primer hombre que llegó a la cumbre fue Edward Whymper con los primos Louis y Jean-Antoine Carrel en 1880. Como hubo muchas personas que dudaron, Whymper subió otra vez, por una vía diferente el mismo año con dos ecuatorianos David Beltrán y Francisco Campaña.

## Himalaya

### Primeros reconocimientos
Hasta finales del siglo XVIII, el Himalaya era muy poco conocido y explorado por los occidentales. Aunque los valles estaban habitados desde hacía mucho tiempo, los picos más altos nunca se habían escalado.
El primero en darse cuenta de la altura de los picos del Himalaya fue el mayor James Rennell (1742-1830), primer Surveyor-General (topógrafo general) de Bengala —que acababa de pasar a ser dominio británico—, que viajó en la década de 1770 a la frontera con Bután. En su informe, manifestó que «[Las grandes montañas del Tíbet] están entre las más altas del viejo hemisferio. No he podido determinar su altura; pero hasta cierto punto se puede estimar por el hecho de que se elevan considerablemente por encima del horizonte desde las llanuras de Bengala, a 150 millas [240 km] de distancia.»
En 1784, el juez y orientalista William Jones (1746-1794) observó desde las orillas del Ganges en Bhagalpur una montaña que llamó Chumalury (probablemente el Chomolhari, 7314 m). Según el relato del capitán Turner, enviado en misión a Bután en 1783 con el teniente Davis y el cirujano Saunders, estima la distancia a 244 millas (o 393 km, siendo la distancia real de 367 km) y deduce que el Himalaya es la cordillera más alta del mundo «sin exceptuar a los Andes ».
En la década de 1790, Henry Thomas Colebrooke (1765-1837) fue asignado a un puesto administrativo en Purnia, en el Bihar, desde donde observó, mucho más cerca que Jones, el Chomolhari, que estimaba estaba a una distancia de 150 millas (o 240 km, la distancia real es 290 km). Determinó la elevación angular en 1°1′ sobre el horizonte, de donde dedujo una altitud de 26 000 pies (7930 m, estando Purnia en la llanura del Ganges cuya elevación es solo algunas decenas de metros sobre el nivel del mar).
En 1802, el coronel Richard Crawford viajó a Katmandú, Nepal, donde midió aproximadamente la elevación de las montañas alrededor del valle de Katmandú (cuya altitud de 1350 m no se conocía en ese momento), de las cuales varios alcanzan 20 000 pies sobre el punto de observación. En 1804, el tratado de amistad anglo-nepalés se rompió y las fronteras de Nepal se cerraron a los extranjeros durante 150 años, lo que prohibió acercarse a los picos más altos del Himalaya central. Pero después de la Segunda Guerra Anglo-Marathi (1802-1804), el Raj británico se extendió a lo largo del valle del Ganges al oeste de Bihar, en Uttar Pradesh. La región fue explorada en 1807-1808 por el nuevo Surveyor-General (topógrafo general) de Bengala, Robert Colebrooke, primo de Henry, quien le recomendó que intentara medir la altitud de los altos picos del Himalaya en el norte. Exploró la región y tomó medidas en Gorakhpur, en el Ganges, y en Pilibhit (en la actual frontera suroeste de Nepal); desde Gorakhpur observó dos picos que estimaba se elevaban más de cinco millas (8045 m) sobre la llanura donde se encontraba, utilizando para la refracción las tablas de corrección estándar, en las que tenía poca confianza; Sin embargo, estaba convencido de que las cumbres eran «sin duda iguales, si no superiores, en elevación a las cordilleras de Sudamérica». Enfermo de malaria y de disentería, de la que murió en septiembre de 1808, dejó a su ayudante, el teniente William Spencer Webb, continuar a la búsqueda de las fuentes del Ganges. Este último medirá desde cuatro estaciones en la frontera nepalí una cumbre, que descubrió que se llamaba Dhaulagiri, obteniendo una altitud de 26 862 pies (o 8190 m cerca de los 8167 m actuales).
Todavía en 1809, el teniente Macartney, que acompañaba a Mountstuart Elphinstone, enviado británico a la corte de Kabul, observó las cumbres del Hindu Kush (cuyo punto más alto es el Tirich Mir, 7690 m) desde Peshawar. Estimó la distancia desde uno de los picos a 100 millas y su altitud a 20 493 pies (mientras observó que el ángulo de elevación era muy bajo, 1°30′, siendo la incertidumbre importante).
En un artículo sobre las fuentes del Ganges, en las Asiatic Researches en 1812, Henry Thomas Colebrooke citaba una carta de Webb: «La altitud extrema del Himalaya aún se desconoce; pero sobre la base de varias mediciones de la elevación de un vértice muy visible, realizado en diferentes momentos del día con un excelente instrumento, habiéndose determinado previamente su distancia desde los extremos bien definidos de una línea base suficientemente extendida, en la llanura de Rohilkhand, y corrigiendo un octavo del ángulo medido, que se supone que es mayor que los efectos de la refracción terrestre, la altitud obtenida es de 22 000 pies [6710 m] por encima de estas llanuras», pero concluía con cautela: «No me aventuraría a afirmar que la altitud de los picos más altos del Himalaya es tan alta como el teniente Webb deduce de sus observaciones. El posible error debido a la incertidumbre de la refracción es considerable, y debido a los problemas de suministro de instrumentos, ninguna medición barométrica podría confirmar las conclusiones del cálculo trigonométrico. Sin llegar a suponer que los Himalayas están más allá de los Andes, hay evidencia suficiente para sugerir que esta inmensa cadena montañosa, que se eleva muy por encima del límite de la nieve eterna en una latitud casi tropical, como una cadena ininterrumpida de picos altos, ninguna otra cadena montañosa, excepto la cordillera de los Andes, la supera o iguala».

### Great Trigonometric Survey

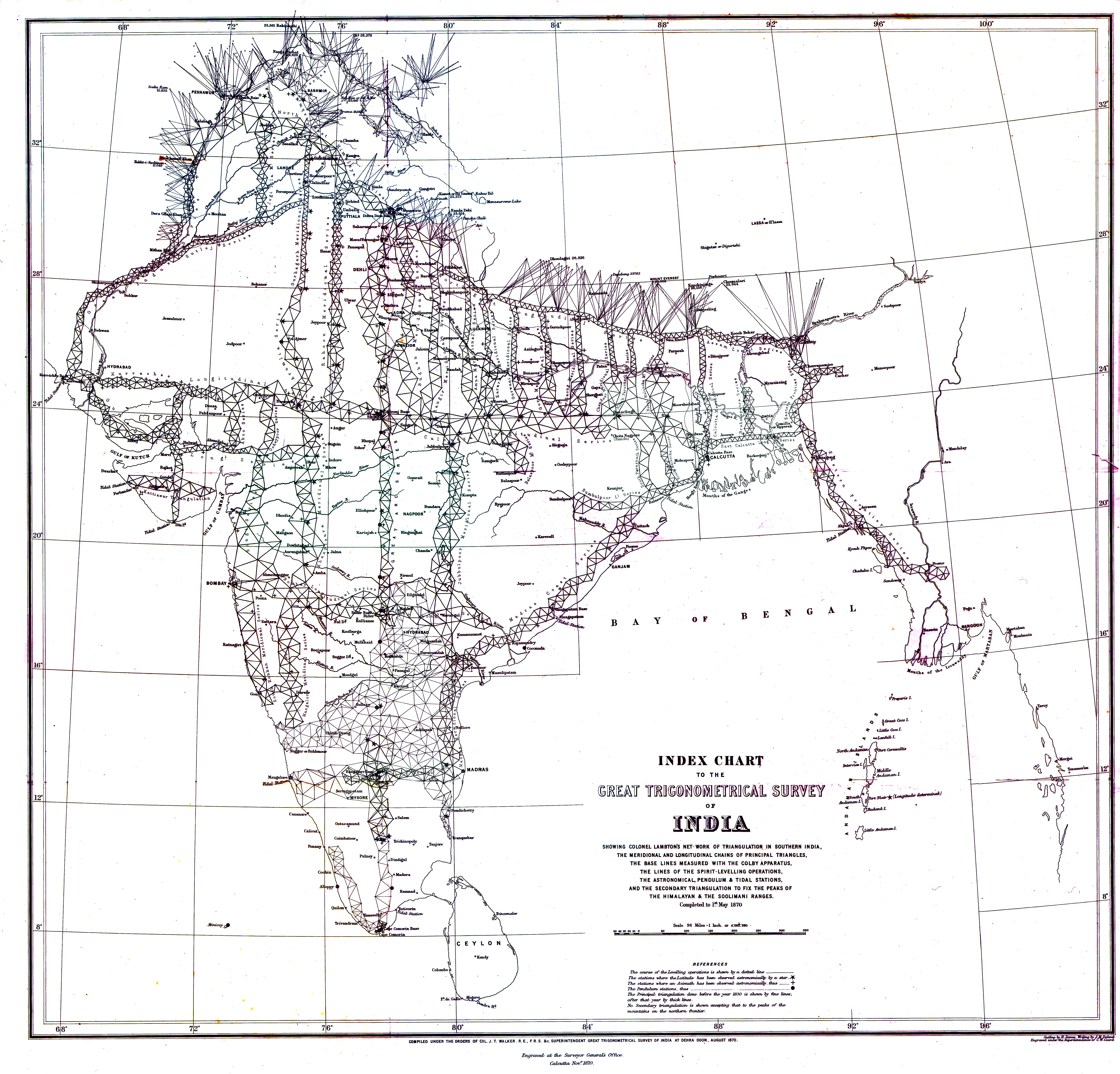
Un mapa de la India que muestra el Great Trigonometric Survey, producido en 1870

A principios del siglo XIX, el Survey of India lanzó el Great Trigonometric Survey, cuyo objetivo era lrealizar una triangulación geodésica de la India, en parte para servir como base de la cartografía del Raj británico, y por otro lado para contribuir a la medición de un arco de meridiano terrestre y de la forma del globo. Una primera línea de base geodésica, de 7 millas y media (12 km) se midió con precisión en Madras en 1802, después de haber nivelado y despejado la tierra, utilizando una cadena calibrada de 100 pies (30 m), teniendo en cuenta los efectos de la dilatación térmica. La operación tomó dos meses. A partir de esta base, la triangulación utilizando un gran teodolito de precisión, que pesaba media tonelada, se realizaba paso a paso, colocándose en la cima de colinas, de templos o, a falta de alternativas, en torres especialmente construidas. Iniciado en el sur de la India, el "Gran Arco" tardó 40 años en llegar al Himalaya y permitió medir a distancia la posición y la altura de los grandes picos del Nepal prohibido. El iniciador del proyecto, William Lambton, falleció en 1823 y fue reemplazado por su asistente George Everest.

### Dhaulagiri

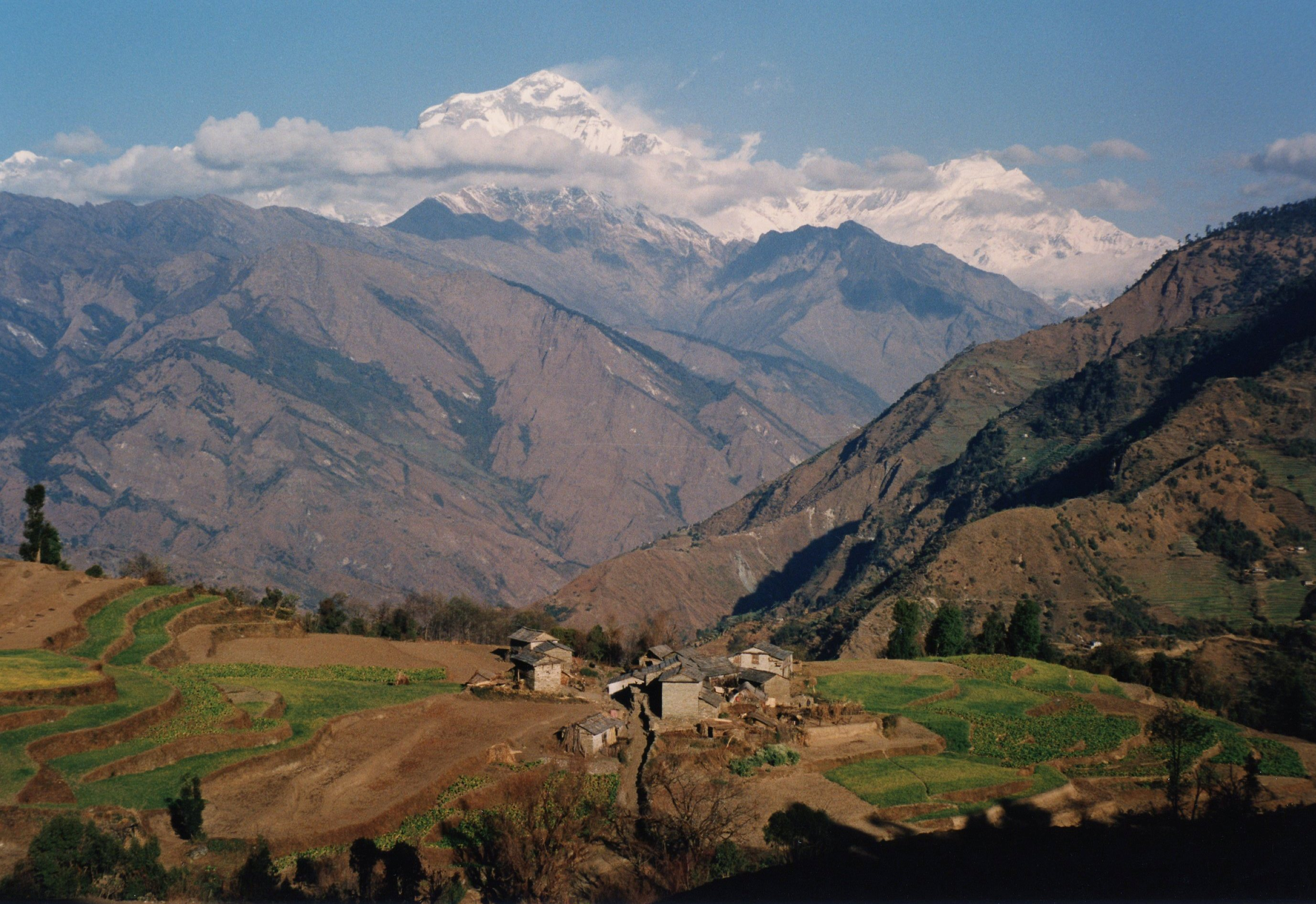
El Dhaulagiri, visto desde Ghorepani, en Nepal

Hasta alrededor de 1815, estos descubrimientos no se publicaron ni se conocían en Europa. Ese año, Mountstuart Elphinstone publicó An account of the kingdom of Caubul [Un relato del reino de Caubul] en el que da los resultados obtenidos por Macartney, y concluía: «Si estas medidas son correctas, los picos del Hindu Kush son más altos que los de los Andes».
En 1816, Colebrooke publicó en Asiatic Researches un largo artículo en el que reunía todos los datos, y en el que finalmente declaraba: «Considero que las pruebas son ahora suficientes para autorizar una declaración sin reservas de que el Himalaya es la cordillera más alta conocida, sus cumbres más altas superan con creces las más altas de los Andes». Cita en particular el Chamalari (Chomolhari), visible a 232 millas, lo que «requiere una elevación superior a 28 000 pies [8540 m] para estar en el límite de visibilidad en el estado medio de la atmósfera [...] aunque debe admitirse que una elevación más baja puede ser suficiente en condiciones extremas de refracción.» También da nombre a la cumbre observada por Webb en 1809, Dholagir o Dhawalagiri (hoy Dhaulagiri, "Montaña Blanca"), y al reanudar los cálculos con nuevos coeficientes de refracción, eleva su altitud a 27 677 pies [8440 m], siendo los 26 862 pies [8138 m] de Webb un mínimo.
El artículo de Colebrooke fue desmontado punto por punto en un artículo anónimo pero bien informado en la Quarterly Review de 1817: los datos presentados por Colebrooke eran a menudo dudosos, las cumbres demasiado lejanas, los ángulos medidos demasiado bajos y las correcciones debidas a la refracción demasiado inciertas: «Sobre la base de todas estas consideraciones, solo podemos concluir que la altura de las cumbres del Himalaya aún no se ha determinado con suficiente precisión para afirmar su superioridad sobre los Andes» 

### Nanda Devi

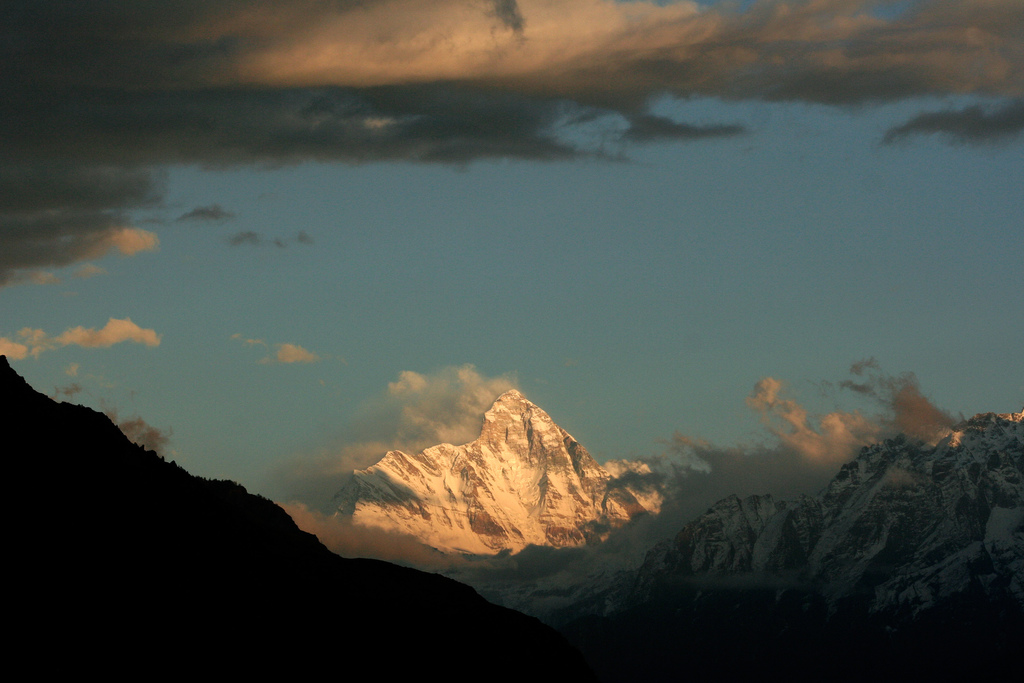
El Nanda Devi desde Joshimath en el Gahrwahl.

La guerra anglo-nepalí (1814-1816) terminó con el tratado de Sugauli, en virtud del cual el Imperio británico adquirió gran parte de las llanuras del Terrai en el sur del Himalaya, y las zonas de alta montaña del Sikkim al este, y del Gahrwahl y del Kumaon, al oeste.
A partir de 1816, el entonces capitán William Webb y el capitán John Hodgson exploraron y midieron las montañas del Kumaon y del Gahrwahl en el oeste de Nepal. Estaban cerca de los picos altos, lo que permitía mediciones angulares precisas, y para estimar las altitudes locales tenían barómetros, o en su defecto de fallar (son muy frágiles), termómetros para medir la temperatura de ebullición del agua (que depende de la presión). Por falta de los medios para medir directamente una base geodésica, Webb, en Kumaon, determinó una por medidas astronómicas de latitud. De 1817 a 1820, midió la altitud de los picos que veía, siendo el más alto anotado como XIV, llegando a 25 669 pies. En 1819, recibió una copia de la Quarterly Review, que cuestionaba sus medidas. Uno de los argumentos que respaldaban la idea de que la altura del Himalaya se había exagerado en gran medida era que el paso Niti, en el Garhwal, a través del cual el explorador William Moorcroft pasó al Tíbet en 1812, no estaba cubierto de nieve en verano, mientras que según las teorías de la época, el límite inferior de la nieve eterna no debía exceder los 11 000 pies (o 3400 m). Hizo mediciones barométricas en el paso de Niti y obtuvo 16 814 pies o 5128 m.
Hodgson, que estaba a cargo del Gahrwahl, también realizó mediciones trigonométricas de los picos que veía, incluido el pico XIV de Webb, que observaba en su parte A2. Tropezó durante varios años con el problema de la base geodésica. Comenzó como Webb tratando de establecer una astronómicamente, entre la cumbre del Chûr Dhâr y la ciudad de Saharanpur, midiendo las latitudes. Pero los resultados eran inconsistentes. Más tarde se hará evidente que esas inconsistencias estaban relacionadas con desviaciones de la vertical gravitacional local, debido a la presencia de montañas y a anomalías en la densidad de la corteza terrestre, lo que resultaba en un error de 500 m en una distancia de 100 km. En 1819, Herbert, el asistente de Hodgson, finalmente logró establecer una línea de base de 4 millas, que era lo suficientemente precisa a pesar de los medios de fortuna utilizados, y que constituía la primera base geodésica confiable en el Himalaya. Finalmente pudo calcular la altura de los picos de Gahrwahl, incluido el A2 a 25 749 pies, o 7848 m) que describe como «A2 es, por lo que sabemos, la montaña más alta del mundo».

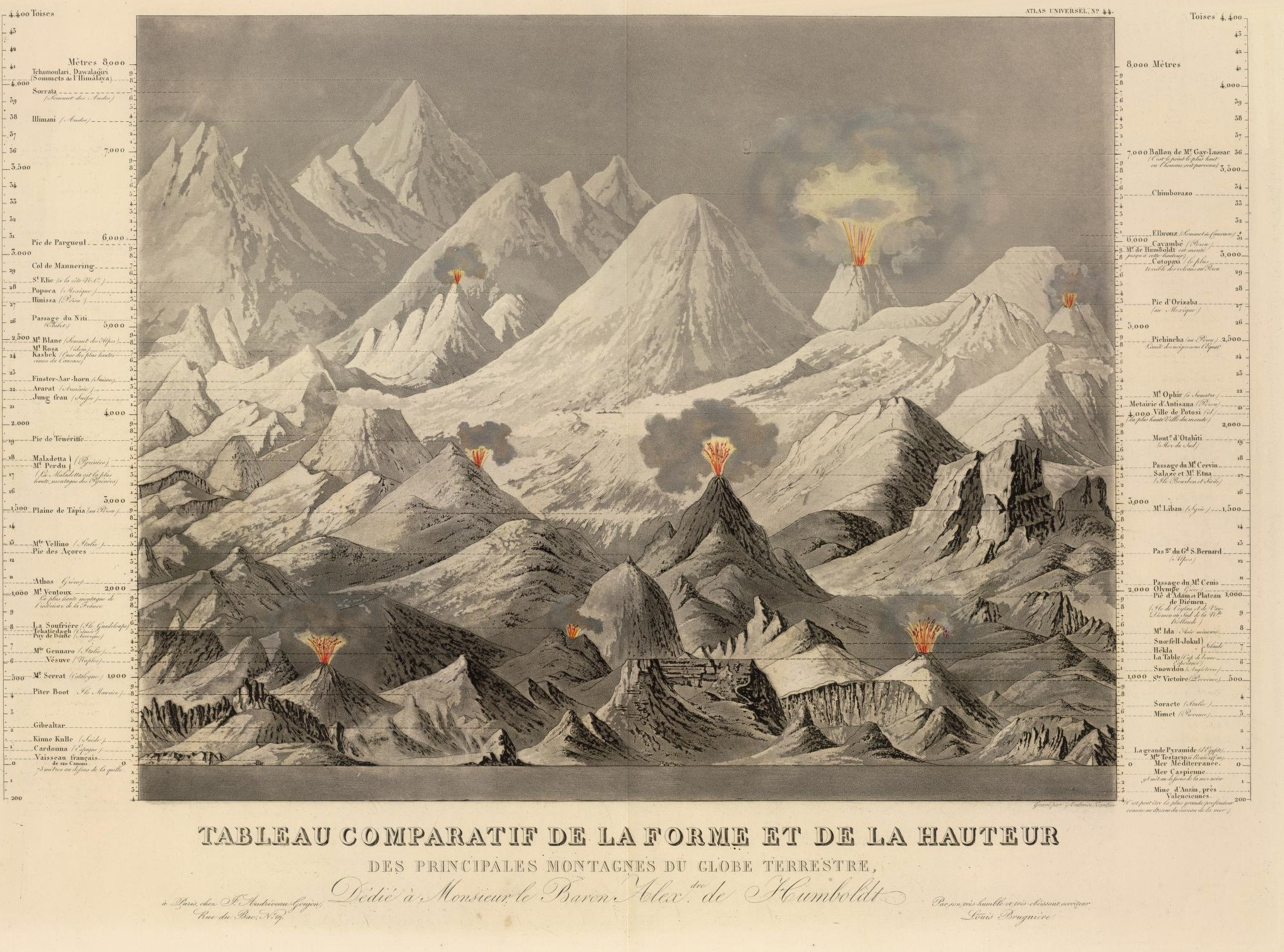
Ambroise Tardieu, Tableau comparatif de la forme et de la hauteur des principales montagnes du globe terrestre, dedicada a Humboldt en el Atlas Universel (1842): los picos más altos del mundo se supone que eran el Dhaulagri y el Chomolhari, en Himalaya, los más altos de los Andes eran el Sorata y el Illimani

Esta cumbre se conocerá como Jawahir o Djawahir (nombre que se aplica a la región, hoy Johar ), antes de que se conociese su nombre local: el Nanda Devi. Los resultados de Webb se publicaron en 1820, y los de Hodgson y Herbert en 1822: la supremacía de los Himalayas sobre los Andes quedó definitivamente establecida y, si el Nanda Devi era la cumbre más conocida, cuya altitud se había medido con precisión, el Dhaulagiri y el Chomolahri eran considerados generalmente como los picos más altos, a pesar de la incertidumbre sobre sus altitudes reales. Esta situación durará hasta 1848, incluso si mientras tanto se descubrieran cumbres más altas que el Chimborazo en América del Sur.

### Sorata, Illimani y Aconcagua
En 1827, el geógrafo irlandés Joseph Barclay Pentland (1797-1873) exploró Bolivia y midió picos mucho más altos que el Chimborazo: el Nevado de Sorata (ahora Illampu, 6421 m) a 25 250 pies (3949 toesas o 7796 m) y el Nevado Illimani (ahora con 6462 m) a 23 999 pies (3753 toesas o 7315 m) Envió estas medidas muy sobrestimadas a François Arago, quien las publicó en el Annuaire du bureau des longitudes de 1830. Por lo tanto, el Sorata y el Illumani se consideraron las cumbres más altas de Sudamérica, quedando el Sorata muy cerca del Nanda Devi, aunque muy por debajo de la altitud estimada del Dhaulagiri. Pero en 1848 Pentland publicó un mapa de la cuenca del Titicaca, con altitudes corregidas, a 21 286 y 21 149 pies, es decir, más bajos que el Chimborazo (cuando en realidad son más altos).
Mientras tanto, en 1835, el vicealmirante Robert FitzRoy, quien dirigía el segundo viaje del HMS Beagle (con Charles Darwin a bordo), midió la altura del Aconcagua a unos 23 000 pies sobre el nivel del mar.

### Kangchenjunga

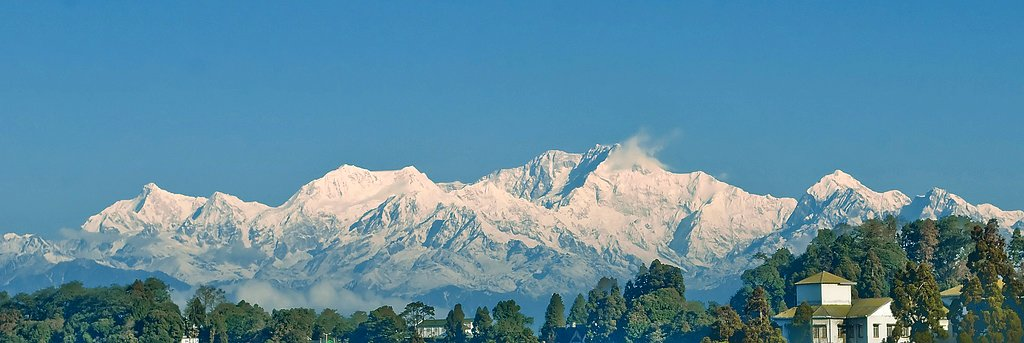
Vista del macizo del Kangchenjunga desde Darjeeling, 70 km al sur

A principios de la década de 1840, el Great Trigonometric Survey [Gran Estudio Trigonométrico] llegó al Himalaya, y el «Grand Arc» va desde el cabo Comorin, en el sur, hasta la cumbre del Chūr Dhar, cerca de Dehradun. George Everest se retiró en 1845 y fue reemplazado por el coronel Andrew Scott Waugh, quien continuará el trabajo triangulando nuevas ramas laterales (de este a oeste), especialmente en la llanura del Ganges, desde donde eran visibles los altos picos de Nepal. Ni Everest ni Waugh estaban particularmente interesados en determinar la altura de esas cumbres, que solo era un problema secundario.
En 1847, los británicos obtuvieron del Sikkim la autorización para instalar un sanatorio para sus tropas en Darjeeling, en el extremo oriental de la cadena. En 1848, Waugh estableció allí una nueva base geodésica y midió con precisión la altura del Chomolhari que, a 23 929 pies (7300 m), era mucho más bajo de lo que se creía hasta entonces, así como la de Kangchenjunga, que por el contrario, se revalúa a 28 178 pies (8588 m) un poco más que las medidas del Dhaulagiri en ese momento (28 077 pies o 8558 m); y apareció otro pico en el noroeste llamado Deodangha, cuya altitud estaba cerca de Kangchenjunga y del Dhaulaghiri.

### Everest

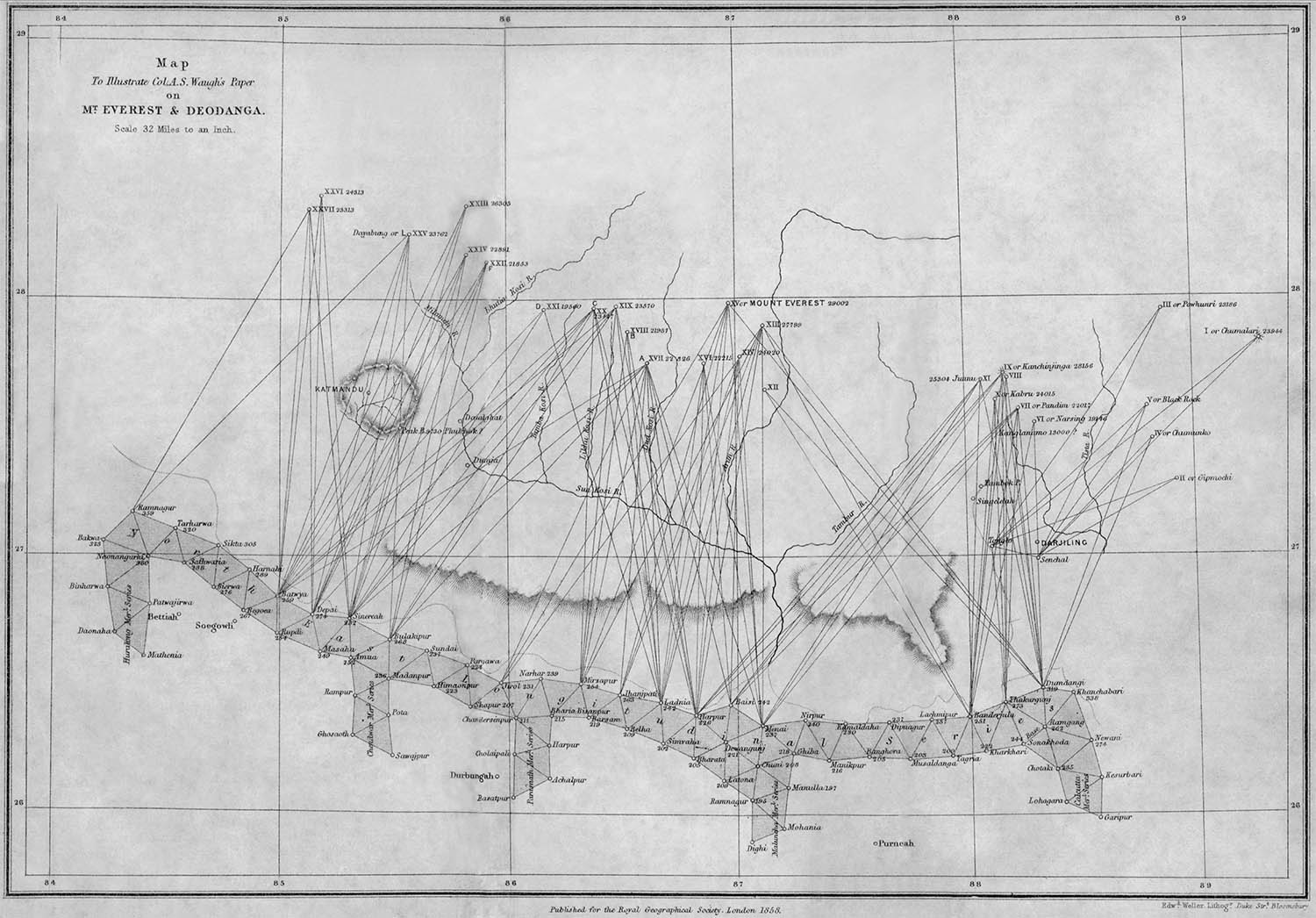
Mapa de la triangulación de los picos altos del Nepal establecida en 1858: el pico más alto, rotulado como XV, se bautizó como monte Everest

En 1856, el coronel Waugh envió una comunicación a la Royal Geographic Society, anunciando los resultados de las mediciones de lo que él creía que era probablemente el pico más alto del mundo a 29 002 pies. Designado hasta entonces como pico XV, por no haber podido obtener un nombre local, y estando Nepal cerrado a los extranjeros, lo bautizó como monte Everest en reconocimiento a su predecesor.

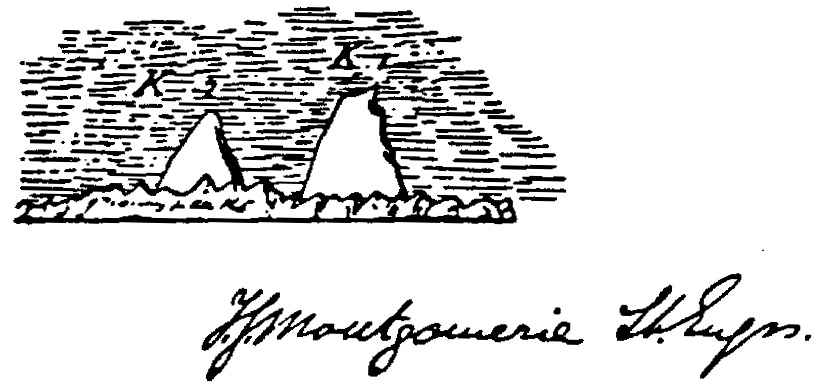
Esquema del K1 y K2 por Thomas Montgomerie

En esa misma época el Raj británico se extendió a lo que hoy es Pakistán, y los británicos, en rivalidad en Asia Central con Rusia (el " Gran Juego "), se comprometieron a cartografiar el totalmente nuevo principado de Cachemira, bajo la dirección del capitán Thomas Montgomerie. En 1856, desde la cima del Haramukh (5142 m), vieron la cadena del Karakoram a 225 km, de los cuales numeraron los picos K1 (ahora Masherbrum) y K2. Rápidamente parecía que el K2 podría competir en altura con el Everest. Se realizó una nueva serie de mediciones en 1857, y los cálculos le dieron en 1858 una altitud de 28 287 pies (un poco más que los 8611 m actuales), que lo ubica entre el Everest y Kangchenjunga.

## Rumores

### Monte Hércules
En 1875, un cierto capitán John A. Lawson publicó en Londres la historia de sus andanzas en Nueva Guinea, Wanderings in the interior of New Guinea [Andanzas en el interior de Nueva Guinea], entonces una isla completamente inexplorada, donde habría escalado en dos días una cumbre que llamó monte Hércules de 32 783 pies (9992 m). Rápidamente se demostró que resultó ser una ficción completa. Pero el Monte Hércules siguió siendo la montaña más alta del mundo en algunas enciclopedias hasta el final del siglo XIX.

### Minya Konka y Amnye Machen
En 1923, el aventurero y botánico Joseph Rock se encontró en Yunnan con el general y explorador británico George Pereira, quien le habló antes de morir de una cumbre sagrada custodiada por tribus salvajes, y que sería más alta que el Everest: el Amnye Machen en la provincia del Amdo en la frontera noreste del Tíbet con China. Rock viajó a la zona en 1929 y midió la altitud, desde un centenar de kilómetros  de distancia y con técnicas artesanales, y estimó superaba los 28 000 pies (8500 m) y que tal vez era más alto que el Everest.·
En 1929, dos de los hijos de Theodore Roosevelt, Theodore Junior y Kermit, al regresar de una expedición en Sichuan en busca del panda gigante, informaron de que habían sabido por rumores de que el Minya Konka, el pico más alto del este del Tíbet, tendría más de 30 000 pies (9000 m) El mismo año, Joseph Rock viajó hasta el pie de la montaña y midió su altura con una brújula de bolsillo y un barómetro, y telegrafió «MINYA KONKA HIGHEST PEAK ON GLOBE 30,250 FEET [9220 m]. ROCK.» a la National Geographic Society que financiaba sus expediciones, pero que fue reacia a publicar ese anuncio. En el artículo publicado en 1930, la altura se redujo hasta 25 600 pies (7800 m). La cumbre fue ascendida en 1932 por Terris Moore y Richard Burdsall, y su altitud era de 7556 m, lo que lo convierte en el 7000 m más al este del Himalaya.
En 1944, varios periódicos informaron de que un DC3 estadounidense, desviado por una tormenta hacia la cordillera del Amnye Machen, habrían visto una cumbre emergiendo a varios cientos de metros sobre los 9300 m indicados por su altímetro. En realidad, fue un engaño lanzado por oficiales de la Fuerza Aérea de los Estados Unidos. Pero James Ramsey Ullman retomó la historia en su libro sobre los intentos de escalada del Everest, Kingdom of adventure : Everest en 1947, donde dice: «Si esta montaña misteriosa es realmente más alta que el Everest, su descubrimiento será uno de los más importantes en la geografía contemporánea».
Una expedición científica de exploración al macizo del Amnye Machen fue organizada en 1948 por la revista Life, el Museo de Ciencias de Boston, y financiada por el millonario de bolografos Milton Reynolds, un entusiasta de la aviación (acaba de batir el récord de Howard Hughes de la vuelta al mundo). Reynolds en China en 1948 con un piloto de prueba, Bill Odom y un equipo científico dirigido por el escalador y geodesista Bradford Washburn a bordo de un C-87 especialmente equipado, bautizó el China Explorer. La expedición fue un fiasco completo: después de un accidente en Beijing, durante el cual el avión perdió su tren de aterrizaje y uno de sus cuatro motores, las disensiones estallaron entre Reynolds y Odom y el equipo científico, por un lado, y las autoridades chinas, por otro lado.·· La expedición regresó a los Estados Unidos, después de un misterioso vuelo de Reynolds y Odom solos, en ida-retorno desde Shanghái, no autorizado por los chinos, durante el cual Reynolds afirmará haber visto un pico por encima de los 9400 m.
En 1949, el explorador Leonard Clark, antiguo miembro del servicio secreto de los Estados Unidos, dirigió una expedición al pie de la montaña armada por el señor de la guerra chino Ma Bufang. Con un teodolito rudimentario midió la altitud de la cumbre a 9041 m, y afirmó: «He descubierto, sin la menor duda, la montaña más alta del mundo». Evocando la muerte de Pereira en 1923 y la del piloto Bill Odom en una exhibición aérea en 1949, pretendía que la montaña estaba maldita.
En la década de 1960, una expedición china subió a la cumbre sur, a la que dio una altitud de 7160 m, muy por debajo del Everest. En 1980, China reautorizó el acceso de extranjeros a ciertos picos del Tíbet, y parece que el punto más alto era en realidad el pico norte, y que está a solo 6282 m sobre el nivel del mar. Fue escalado en 1981 por Galen Rowell, Harold Knutsen y Kim Schmitz.

### K2

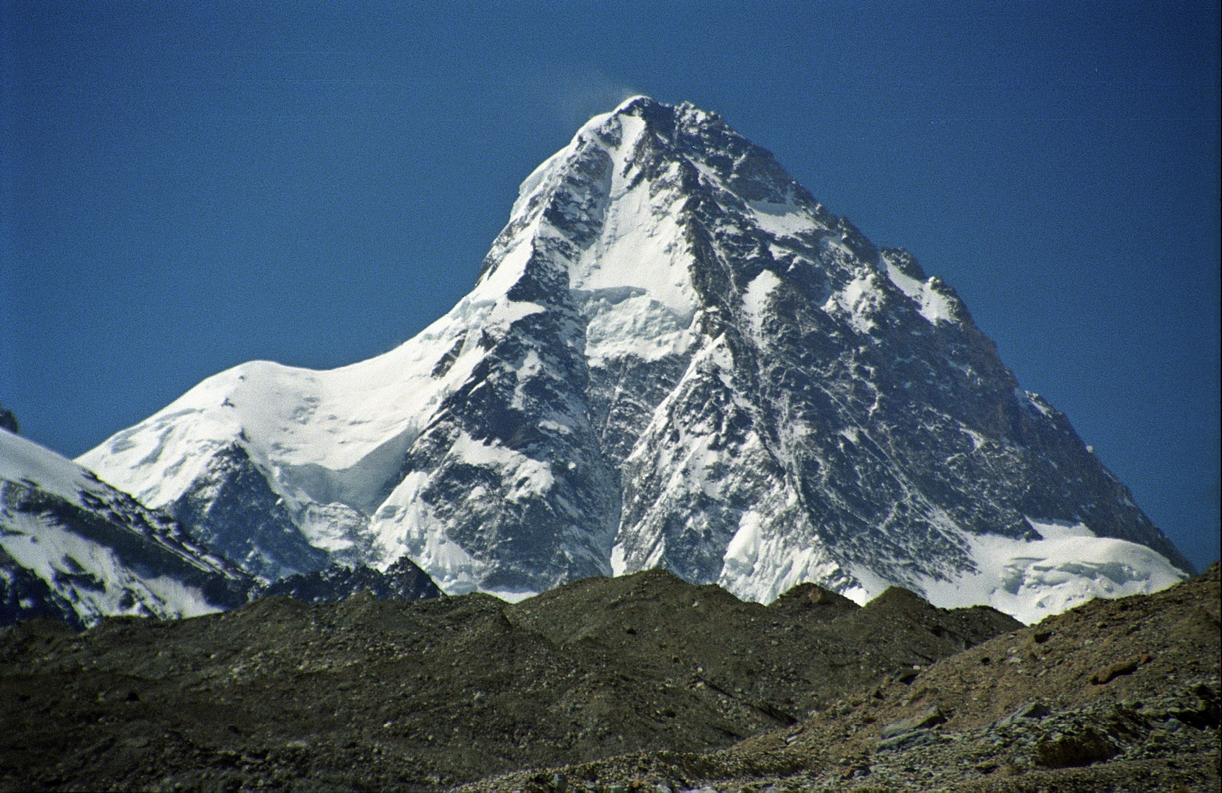
Vista de la vertiente norte de K2, intentada por la expedición estadounidense de 1986

En el verano de 1986, el profesor de astronomía George Wallerstein, de la Universidad de Washington, acompañó a una expedición estadounidense en la arista Norte del K2, dirigida por el montañista Lance Owens, con un receptor Doppler de unos treinta kilos, para adquirir las señales de un satélite de la Marina de los EE. UU. y hacer posible determinar con una precisión métrica la posición y la altitud. Debido a la tormenta que causó la muerte de trece alpinistas durante el verano en la vertiente sur de la montaña, el equipo de alpinistas no llega a la cima del escalador. El receptor permanece en el campamento base y, debido a la falta de tiempo y a un problema de batería, Wallerstein consiguió solo un pasaje del satélite (mientras que en principio eran necesarios de 10 a 12 para confirmar los resultados). Sin embargo, las señales son claras, y de este modo obtuvo una referencia altimétrica a partir de la cual realizó las mediciones de triangulación geodésica clásicas, en los vértices circundantes. De vuelta en los Estados Unidos, descubrió que sus resultados eran más altos que los obtenidos en 1937 por el explorador británico Michael Spender, que había tomado como referencia una altitud del K2 fijada en 8611 m; Wallerstein dedujo de esto que la altitud del K2 podía haber sido subestimada y que estaría entre 8859 y 8909 m por lo que quizás fuese más alta que la del Everest.
Estos resultados, calificados como preliminares, se anunciaron en marzo de 1987 en el New York Times. Ese anuncio causó mucho alboroto, especialmente en Italia, ya que los primeros hombres en el techo del mundo se convirtieron en Lino Lacedelli y Achille Compagnoni el 31 de julio de 1954; Según Jon Krakauer : «Además de los italianos, muchos alpinistas de todo el mundo (con la posible excepción de los que escalaron el Everest) pusieron grandes esperanzas en el K2, sintiendo que esa montaña, que es a la vez más hermosa y más difícil, merecía ser la más alta». Inmediatamente, una expedición italiana dirigida por Ardito Desio (que había dirigido la expedición victoriosa al K2 en 1954) y Alessandro Caporali, realizó mediciones con GPS en el K2 y en el Everest y anunció, en octubre de 1987, 8616 m para el K2 y 8872 para el Everest, que sigue siendo el pico más alto del mundo.